# أدب ألباني

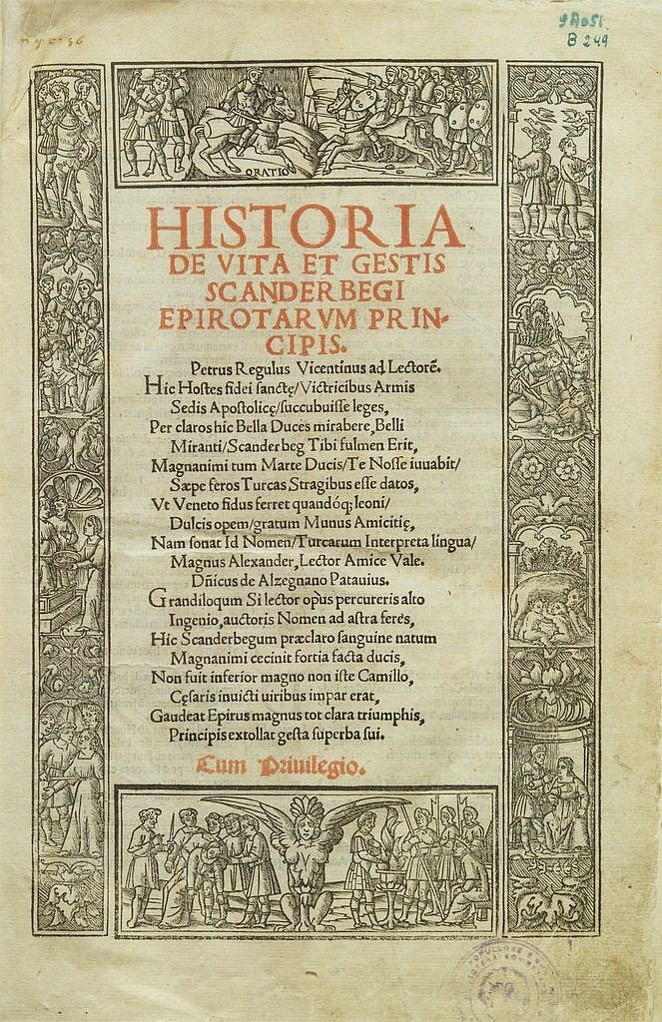

يعود الأدب الألباني بالزمن إلى العصور الوسطى، متضمنًا نصوصًا أدبيةً وأعمالًا مكتوبةً باللغة الألبانية. يشمل الأدب الألباني كل ما كتبه الألبان في ألبانيا وكوسوفو والألبان المغتربون في إيطاليا خصوصًا. تُعتبر اللغة الألبانية لغةً معزولةً عن اللغات الهندية الأوروبية، فلا توجد أي لغة قريبة منها بشكل وثيق. لم يتّضح أصل اللغة الألبانية بشكل كامل، إلا أنه من الممكن أن تكون خليفةً للغة الإليرية القديمة. 
كتب رئيس أساقفة أنتيفاري ويليام آدم تقريرًا في عام 1332، إذ قال من خلاله إن الألبان استخدموا الأحرف اللاتينية في كتبهم على الرغم من اختلاف لغتهم عن اللغة اللاتينية اختلافًا كبيرًا.
تتضمن أقدم المستندات الناجية المكتوبة باللغة الألبانية كلّ من «الصيغة المعمدانية» التي دوّنها أسقف دراس بال إنجولي في عام 1462 بلهجة غيج الألبانية، إضافةً إلى بعض آيات العهد الجديد من تلك الفترة. يحتمل أن تكون المخطوطة المؤلّفةً من 208 صفحة والصادرة عن ثيودور شكودرا في عام 1210 أقدم نص أصلي محفوظ باللغة الألبانية.

## فترة القرون الوسطى

### القرن الخامس عشر
أسفر توسّع الإمبراطورية العثمانية عن طرد العديد من الألبان من وطنهم خلال فترة النهضة الإنسانية الأوروبية الغربية. تشمل قائمة الألبان المهاجرين والمعروفين في العالم الإنساني كلّ من المؤرخ مارين بارليتي (1513-1460) الذي نشر كتابًا عن تاريخ إسكندر بك في روما خلال عام 1510 –الكتاب الذي تُرجم إلى جميع اللغات الأوروبية، إضافةً إلى مارينو بيسيسخامي (1526-1408)، وجون غازولي (1400-1455)، وليونيكوس توموس (1456-1531)، وميشيل مارولي (القرن الخامس عشر)، وميشيل أرتيوتي (1480-1556)، وغيرهم العديد من المتميّزين في مجالات مختلفة كالعلوم والفن والفلسفة. 

### القرن السادس عشر
استُخدمت اللغة الألبانية بدايةً للتعبير عن المقاومة الثقافية خلال الأضاحي وفي منشورات الكنيسة، وخصوصًا في منطقة الطائفة الكاثوليكية في الشمال والأرثودوكسية في الجنوب. أحيت الإصلاحات البروتستانتية الآمال في تطوير اللغة المحلّية والتقليد الأدبي، وذلك بعد أن أدخل الكاهن جون بوزوكو الشعائر الدينية الكاثوليكية إلى اللغة الألبانية محاولًا التأثير في اللغة الألبانية كما فعل لوثر باللغة الألمانية.
يُعتبر «كتاب القدّاس» الذي ألّفه جون بوزوكو ونُشر في عام 1555 أول عمل أدبي ألباني مكتوب. لا بد من كون مستوى اللغة الرفيع والإملاء المستقر ثمرةً لتقليد سابق في الكتابة الألبانية، إلا أنه تقليد غير معروف. تشير بعض الأدلة المتفرّقة -التي يعود تاريخها إلى ما قبل بوزوكو- إلى أنه كُتب باللغة الألبانية منذ القرن الرابع عشر الميلادي على الأقل. يعود تاريخ أول الأدلة المعروفة إلى عام 1332، إذ تناول هذا الدليل رئيس أساقفة أنتيفاري الفرنسي الدومينيكي ويليام آدم الذي كتب في تقرير مكتوب باللغة اللاتينية عن استخدام الألبان للحروف اللاتينية في كتبهم على الرغم من اختلاف اللغتين عن بعضهما البعض؛ ومن الأدلة ذات الأهمية الكبيرة في دعم هذه الفكرة  «الصيغة المعمدانية» لعام 1462 التي كتبها أسقف دارس بال إنجولي باللغة الألبانية ضمن نص مكتوب بالأحرف اللاتينية، إضافةً إلى معجم للكلمات الألبانية من تأليف الألماني الذي تنقّل عبر ألبانيا أرنولد فون هارف في عام1497، وجزء من إنجيل متى مكتوب باللغة الألبانية وبالحروف اليونانية ويعود إلى القرن الخامس عشر.
يبدو أن الكتابات الألبانية في هذه القرون لم تكن نصوصًا دينيةً وحسب، بل احتوت على سجلات تاريخية أيضًا. ذكر الإنساني مارين بارليتي هذه السجلات إذ أكّد في كتابه «حصار شكودرا» (1504) تصفّحه لمثل هذه السجلات المكتوبة بلغة الناس (اللغة العامية). تمكّنت هذه العملية من الاستمرار دون انقطاع، وذلك على الرغم من العقبات الناجمة عن الإصلاح المضاد الذي وقف في وجه تطوير اللغات الوطنية ضمن نطاق الشعائر الدينية المسيحية. نُشرت مجموعة من النصوص باللغة الألبانية خلال القرنين السادس عشر والسابع عشر إذ كان من بينها كل من التعاليم الكنسية «دعمناه كمسيحي» (تعاليم مسيحية) (1592) من تأليف ليكو ماتورجا، و«العقيدة المسيحية» (1618) و«الطقوس الرومانية» (1621) من تأليف بيتر بودي الذي اعتُبر بمثابة أول كاتب للنثر والشعر الألباني الأصلي، و«اعتذار لجورج كاستريوت» (1636) من تأليف فرانج وايت الذي نشر قاموسًا وأعمالًا إبداعية فلكلورية أيضًا، والأطروحة اللاهوتية الفلسفية «عصبة الأنبياء» (1685) من تأليف بيتر بوجداني الذي كان أهم الشخصيات العالمية في العصور الوسطى الألبانية.
تضمّنت أعمال بوجداني أطروحةً لاهوتيةً فلسفيةً مراعيةً للأصالة، دامجًا بيانات من عدّة مصادر مختلفة ومعتمدًا على أهم القضايا اللاهوتية والتاريخ الكامل للإنجيل والمشاكل المعقّدة المرتبطة بالفلسفة المدرسية وعلم أصل الكون وعلم الفلك وعلم البيداغوجيا (أصول التدريس). أدخل بوجداني الروح الإنسانية إلى الثقافة الألبانية، وأشاد بدور المعرفة والثقافة في حياة الإنسان؛ وذلك من خلال عمله المكتوب بلغة مصقولة. مثّل بوجداني نقطة تحوّل في تاريخ الأدب الألباني.
كان جوليو فاريوبا أحد الكتّاب المهمين في الأدب الألباني المبكر أيضًا. 

### القرن السابع عشر
شهد أدب الأوساط الثقافية للطائفتين الأرثوذكسية والمسلمة تطوّرًا كبيرًا خلال القرنين السابع عشر والثامن عشر. ترجم كاتب مجهول من إلباسان مجموعة مقاطع من الإنجيل إلى اللغة الألبانية، وترجم تي. إتش. فيلبي من إلباسان العهد القديم والعهد الجديد أيضًا إلى الألبانية. تضاعفت هذه الجهود مع حلول القرن التالي؛ إذ نشر جي. جيروكاستريتي نصًّا متكاملًا من العهد الجديد في عام 1827، ونُشرت مجموعة كبيرة من الترجمات الدينية (المسيحية) لقسطنطين كريستوفوريدي (1830-1895) في اللهجتين الألبانيتين الرئيسيتين. ساعدت هذه المنشورات في عملية دمج اللهجتين ضمن لغة أدبية موحدة، وساهمت أيضًا في إرساء الأساس اللازم لإنشاء الكنيسة الوطنية للألبان وإدخال الشعائر الدينية بلغتهم الأم.
تجدر الإشارة أيضًا إلى ثقافة موسكوبويل التي كانت موقدًا مهمًا لحضارة وعاصمة شبه جزيرة البلقان خلال القرن السابع عشر على الرغم من كون هذه الثقافة معاكسة للاتجاه السائد آنذاك، إذ أُسست أكاديميةً ومطبعةً إضافةً إلى الأثر الموضوعي الذي تركته أعمال «تي. كافاليوتي» و«ذ. هاكيو» و«جي. فوسكوبوياري» في المعرفة وفقه اللغة واللاهوت والفلسفة على الاعتراف بألبانيا والكتابات الألبانية. نشأ معظم أدب ثقافة موسكوبويل باللغة اليونانية، لكنّه استخدم اللغات الوطنية وشجّع على تنمية الثقافات الوطنية لاحقًا نظرًا للحاجة إلى وضع عقبات في وجه الأسلمة. استُخدمت اللغتين الفلاشية والألبانية لتدريس اللغة اليونانية في مدارس موسكوبويل، وطبعت مطابع موسكوبويل كتبًا باللغة الفلاشية. أدخلت أعمال كتّاب وعلماء موسكوبويل بعضًا من عناصر أفكار التنوير الأوروبي، إذ كان أبرزهم تيودور كافالجوتي. تشير ملاحظات إتش. إي. ثانمان إلى أن معظم كتب كافالجوتي غير المنشورة تتناول قضايا من جميع تشعبات الفلسفة تقريبًا. تُظهر هذه الكتب تأثير أفلاطون وديكارت ومالبرانش ولايبنتس.